# Aleksanteri Keisala
Aleksanteri Keisala (ur. 31 maja 1916 w Lapui, zm. 15 maja 1983 tamże) – fiński zapaśnik walczący w stylu wolnym. Dwukrotny olimpijczyk. Zajął piętnaste miejsce w Londynie 1948 i ósme w Helsinkach 1952. Walczył w kategorii do 73 kg.
Wicemistrz świata w 1951 roku.
Mistrz Finlandii w 1948, 1949, 1950, 1951, 1952, 1953 i 1955; drugi w 1954 w stylu wolnym. Pierwszy w 1953; drugi w 1940, 1946 i 1950 w stylu klasycznym.

## Letnie Igrzyska Olimpijskie 1948
| Konkurencja      | Rundy eliminacyjne    | Rundy eliminacyjne  | Klas. końcowa |
| Konkurencja      | Przeciwnik I          | Przeciwnik II       | Miejsce       |
| ---------------- | --------------------- | ------------------- | ------------- |
| 73 kg styl wolny | Kálmán Sóvári (HUN) P | Willy Angst (SUI) P | 15.           |

## Letnie Igrzyska Olimpijskie 1952
| Konkurencja      | Rundy eliminacyjne         | Rundy eliminacyjne          | Rundy eliminacyjne | Rundy eliminacyjne | Klas. końcowa |
| Konkurencja      | Przeciwnik I               | Przeciwnik II               | Przeciwnik III     | Przeciwnik IV      | Miejsce       |
| ---------------- | -------------------------- | --------------------------- | ------------------ | ------------------ | ------------- |
| 73 kg styl wolny | Abdollah Mojtabavi (IRI) P | Mehmet Ali İslioğlu (TUR) Z | wolny los          | Per Berlin (SWE) P | 8.            |